# Maxim Litvinov
Maxim Maximovici Litvinov (în limba rusă: Макси́м Макси́мович Литви́нов) (17 iulie 1876, Białystok, guvernoratul Grodno, Imperiul Rus (acum în Polonia) – 31 decembrie 1951, Moscova, URSS) a fost un revoluționar rus și diplomat de carieră sovietic de primă importanță. 

## Tinerețea și primul exil
Maxim Litvinov s-a născut ca Meir Henoch Mojszewicz Wallach-Finkelstein (simplificat Max Vallah, (Макс Ва́ллах) într-o familie evreiască bogată de bancheri din Białystok, în Polonia Congresului. În 1898, s-a înscris în Partidul Social Democrat al Muncii din Rusia (PSDMR). Dat fiind faptul că partidul era o organizație ilegală, era un lucru obișnuit în epocă pentru membrii săi să folosească pseudonime. Astfel, Vallah și-a luat numele de Litvinov, dar mai era cunoscut și ca Papașa sau Maximovici. Prima sa sarcină importantă a fost aceea de a îndeplini activități propagandistice în regiunea Cernighiv. În 1900, Litvinov a devenit membru al comitetului partidului din Kiev, comitet care a fost arestat în grup în 1901. După 18 luni de închisoare, Litvinov a condus evadarea a 11 prizonieri din închisoarea Lukianovskaia și a ajuns să trăiască în exil în Elveția, unde a fost editor la ziarul revoluționar Iskra (Scânteia).
În 1903, Litvinov s-a alăturat facțiunii bolșevice a PSDMR-ului și s-a reîntors în Rusia. După Revoluția din 1905, el a devenit editor a primului ziar legal al PSDMR-ului, Novaia Jizn (Viața Nouă) din Petrograd.

## A doua emigrare

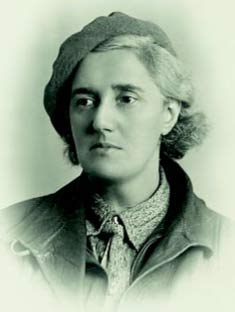
Ivy Lowe (1889 - 1978)

Când guvernul țarist a început arestarea bolșevicilor în 1906, Litvinov a părăsit Rusia și și-a petrecut următorii 10 ani în exil la Londra, unde a activat în Biroul Socialist Internațional. 
Aici a cunoscut-o și a luat-o de soție în 1916 pe Ivy Lowe (1889 - 1978), o tânără dintr-o distinsă familie evreiască din Anglia. Înaintașii lui Ivy Lowe emigraseră din Ungaria în Anglia după înăbușirea Revoluției de la 1848. Tatăl ei, Walter Lowe, era un cunoscut scriitor, un prieten apropiat al lui H.G. Wells. Pe 17 februarie 1917 se naște fiul lor, Mihail.
Pentru o scurtă perioadă de timp, Litvinov a locuit la Belfast, în Irlanda de Nord.

## Perioada de după Revoluția din Octombrie
După Revoluția din Octombrie din 1917, Litvinov a fost numit de Vladimir Ilici Lenin în funcția de reprezentant al guvernului sovietic în Regatul Unit. În 1918 însă, Litvinov a fost arestat de guvernul britanic și a fost ținut ostatic până când a fost schimbat cu Robert Lockhart, un diplomat britanic arestat în Rusia Bolșevică. 

Ambasadorul sovietic Maxim Litvinov și secretarul de stat SUA Cordell Hull

Litvinov a devenit apoi ambasador itinerant al guvernului sovietic. Datorită, în principal, eforturilor sale, guvernul britanic a acceptat să pună capăt blocadei economice împotriva Uniunii Sovietice. Litvinov a negociat mai multe înțelegeri economice cu diferite țări europene. În februarie 1929, el semnat, alături de reprezentanții Poloniei, României, Lituaniei și Estoniei, așa-numitul Pact Litvinov prin care statele semnatare se angajau să nu folosească forța pentru rezolvarea neînțelegerilor dintre ele. Acest pact a fost considerat un Pact Kellogg-Briand al răsăritului. 
În 1930, Iosif Vissarionovici Stalin l-a numit pe Litvinov la conducerea Ministerului afacerilor externe. Noul ministru era un sprijinitor hotărât al ideii securității colective, militând pentru strângerea relațiilor cu Franța și Anglia. În 1933, el a reușit să convingă guvernul SUA să recunoască în mod oficial guvernul sovietic. Franklin D. Roosevelt l-a trimis pe comediantul Harpo Marx în URSS ca ambasador al bunăvoinței, iar Litvinov și Marx au devenit buni prieteni. Tot lui Litvinov i se datorează acceptarea URSS-ului în Liga Națiunilor, unde, de altfel, a fost reprezentantul țării sale din 1934 până în 1938.
După semnarea Acordului de la München dintre Anglia, Franța și Germania din septembrie 1938 și după ce lipsa de reacție a țărilor occidentale la ocuparea a ceea ce mai rămăsese din Cehoslovacia în martie 1939 demonstrase lipsa de interes al puterilor vestice în participarea la eforturile de menținere, împreună cu URSS, a securității colective împotriva Puterilor Axei, politica externă sovietică s-a schimbat, iar Litvinov a fost la rândul lui schimbat din funcția de ministru de externe în mai 1939. Această schimbare nu reprezenta numai îndepărtarea de la conducerea diplomației sovietice a celui care sprijinise politica securității colective, dar era totodată și o mișcare care să faciliteze negocierea pactului de neagresiune germano-sovietic, semnat pe 23 august în același an de succesorul lui Litvinov, Viaceslav Molotov. E de presupus că Stalin a încercat, prin îndepărtarea lui Litvinov de la conducerea ministerului de externe, să evite orice piedică în negocierile cu naziștii, care nu ar fi vrut să discute cu un ministru evreu. 
După izbucnirea celui de-al doilea război mondial pe frontul de răsărit în iunie 1941, Stalin l-a numit pe Litvinov în funcția de Adjunct al Comisarului pentru Afaceri Externe. Din 1941 până în 1943, Litvinov a fost și ambasador al Uniunii Sovietice în Statele Unite și a contribuit în mod hotărâtor la semnarea acordului lend lease SUA – URSS în 1942.

## Aprecieri critice
Litvinov, prin stilul său pragmatic, a fost diplomatul sovietic care a contribuit cel mai mult la scoaterea Uniunii Sovietice din izolarea postrevoluționară. A fost un critic al politicilor staliniste din perioada interbelică și cea postbelică, deși a fost un sprijinitor al politicii sovietice în Ucraina în timpul marii foamete din 1932-1933, după cum a reieșit din interviul luat politicianului sovietic de Gareth Jones. 
După moartea lui Litvinov, soția sa, care, deși își păstrase naționalitatea britanică, a fost profesoară de limba engleză la Academia Militară „M.V. Frunze”, a primit permisiunea în 1972 să se reîntoarcă în Marea Britanie. Se spune că ultimele vorbe adresate soției sale de omul politic sovietic au fost: Englishwoman, go home! (Englezoaico, du-te acasă!).
Nepotul lui Maxim Litvinov, Pavel Litvinov, a fost un fizician și disident sovietic.